# Campionati mondiali di sollevamento pesi 2023 - 89 kg maschile
Le gare di sollevamento pesi della categoria fino a 89 kg maschile — pesi massimi leggeri — dei campionati mondiali del 2023 si sono svolte dal 10 all'11 settembre 2023 a Riad presso la Green Hall del Prince Faisal bin Fahad Olympic Complex.

## Programma
L'orario indicato corrisponde a quello saudita (UTC+03:00)
| Data              | Orario | Evento   |
| ----------------- | ------ | -------- |
| 10 settembre 2023 | 09:00  | Gruppo E |
| 10 settembre 2023 | 11:30  | Gruppo D |
| 10 settembre 2023 | 21:30  | Gruppo C |
| 11 settembre 2023 | 14:00  | Gruppo B |
| 11 settembre 2023 | 19:00  | Gruppo A |

## Medagliati
Per ciascun esercizio, i primi tre classificati sono i seguenti:
| Esercizio | Oro                 | Oro    | Argento    | Argento | Bronzo              | Bronzo |
| --------- | ------------------- | ------ | ---------- | ------- | ------------------- | ------ |
| Strappo   | Andranik Karapetyan | 175 kg | Marin Robu | 173 kg  | Keydomar Vallenilla | 171 kg |
| Slancio   | Mirmostafa Javadi   | 215 kg | Li Dayin   | 213 kg  | Keydomar Vallenilla | 210 kg |
| Totale    | Mirmostafa Javadi   | 384 kg | Li Dayin   | 383 kg  | Keydomar Vallenilla | 381 kg |

## Record
Prima di questa competizione, i record mondiali esistenti erano i seguenti:
| Record mondiale | Strappo | Li Dayin | 180 kg | Jinju, Corea del Sud | 10 maggio 2023 |
| Record mondiale | Slancio | Tian Tao | 222 kg | Jinju, Corea del Sud | 10 maggio 2023 |
| Record mondiale | Totale  | Li Dayin | 396 kg | Jinju, Corea del Sud | 10 maggio 2023 |

## Risultati
| Pos. | Atleta                        | Gr. | Peso atleta | Strappo (kg) | Strappo (kg) | Strappo (kg) | Strappo (kg) | Slancio (kg) | Slancio (kg) | Slancio (kg) | Slancio (kg) | Totale   |
| Pos. | Atleta                        | Gr. | Peso atleta | 1            | 2            | 3            | Pos.         | 1            | 2            | 3            | Pos.         | Totale   |
| ---- | ----------------------------- | --- | ----------- | ------------ | ------------ | ------------ | ------------ | ------------ | ------------ | ------------ | ------------ | -------- |
|      | Mirmostafa Javadi (IRI)       | A   | 87.73       | 161          | 162          | 169          | 6            | 207          | 212          | 215          |              | 384      |
|      | Li Dayin (CHN)                | A   | 89.00       | 170          | 177          | 177          | 4            | 206          | 213          | 213          |              | 383      |
|      | Keydomar Vallenilla (VEN)     | A   | 88.89       | 165          | 169          | 171          |              | 205          | 209          | 210          |              | 381      |
| 4    | Andranik Karapetyan (ARM)     | A   | 88.76       | 170          | 170          | 175          |              | 192          | 202          | 207          | 5            | 377      |
| 5    | Pjotr Asajonak (AIN)          | A   | 88.84       | 165          | 168          | 170          | 5            | 201          | 208          | 208          | 7            | 371      |
| 6    | Marin Robu (MDA)              | A   | 88.50       | 169          | 173          | 173          |              | 197          | 205          | 205          | 9            | 370      |
| 7    | Romain Imadouchène (FRA)      | A   | 89.00       | 160          | 165          | 165          | 16           | 204          | 209          | 213          | 4            | 369      |
| 8    | Nico Müller (DEU)             | B   | 89.00       | 157          | 162          | 162          | 9            | 195          | 201          | 201          | 6            | 363      |
| 9    | Sergey Petrovich (KAZ)        | C   | 88.97       | 155          | 160          | 164          | 8            | 190          | 190          | 194          | 14           | 358      |
| 10   | Sarvarbek Zafarjonov (UZB)    | B   | 88.74       | 160          | 164          | 164          | 12           | 191          | 196          | 203          | 12           | 356      |
| 11   | Olfides Sáez (CUB)            | C   | 89.00       | 155          | 155          | 155          | 19           | 193          | 193          | 200          | 8            | 355      |
| 12   | Yu Dong-ju (KOR)              | B   | 88.98       | 155          | 160          | 164          | 13           | 195          | 195          | 195          | 13           | 355      |
| 13   | Artūrs Vasiļonoks (LVA)       | B   | 89.00       | 153          | 157          | 157          | 17           | 191          | 196          | 200          | 11           | 353      |
| 14   | Şatlyk Şöhradow (TKM)         | B   | 88.84       | 160          | 160          | 164          | 15           | 191          | 195          | 195          | 18           | 351      |
| 15   | Alex Bellemarre (CAN)         | B   | 88.91       | 155          | 160          | —            | 14           | 190          | 195          | 195          | 20           | 350      |
| 16   | Braydon Kennedy (CAN)         | C   | 88.91       | 156          | 160          | 163          | 11           | 187          | 187          | 193          | 23           | 347      |
| 17   | Armands Mežinskis (LVA)       | B   | 89.00       | 154          | 159          | 160          | 20           | 193          | 193          | —            | 17           | 347      |
| 18   | Amur Al-Khanjari (OMA)        | B   | 88.26       | 150          | 155          | 155          | 27           | 196          | 201          | 202          | 10           | 346      |
| 19   | Maksym Dombrovskyi (UKR)      | B   | 88.95       | 153          | 156          | 158          | 18           | 189          | 193          | 195          | 21           | 345      |
| 20   | Hsieh Meng-en (TPE)           | C   | 88.91       | 150          | 153          | 155          | 21           | 190          | 190          | 190          | 19           | 343      |
| 21   | Phacharamethi Tharaphan (THA) | C   | 89.00       | 145          | 150          | 150          | 32           | 187          | 194          | 194          | 15           | 339      |
| 22   | Desmond Akano (NGR)           | D   | 88.94       | 145          | 150          | 151          | 30           | 187          | 193          | 198          | 16           | 338      |
| 23   | Emil Moldodosov (KGZ)         | D   | 88.42       | 140          | 147          | 152          | 22           | 175          | 180          | 185          | 26           | 337      |
| 24   | Manuel Sánchez (ESP)          | D   | 89.00       | 151          | 151          | 151          | 23           | 180          | 186          | 192          | 24           | 337      |
| 25   | Clarence Cummings (USA)       | C   | 89.00       | 144          | 149          | 150          | 26           | 178          | 186          | 193          | 25           | 336      |
| 26   | Mauricio Canul (MEX)          | C   | 88.62       | 145          | 145          | 145          | 34           | 180          | 187          | 193          | 22           | 332      |
| 27   | Muhammad Zul Ilmi (INA)       | C   | 88.86       | 142          | 147          | 147          | 28           | 180          | 185          | 185          | 32           | 327      |
| 28   | Oliver Saxton (AUS)           | E   | 88.62       | 140          | 145          | 145          | 29           | 170          | 180          | 180          | 28           | 325      |
| 29   | Juniel Muñoz (MEX)            | D   | 87.54       | 150          | 155          | 155          | 24           | 175          | 180          | 180          | 33           | 325      |
| 30   | Leho Pent (EST)               | D   | 88.72       | 142          | 146          | 150          | 25           | 173          | 178          | 180          | 36           | 323      |
| 31   | Axel Pavón (HND)              | E   | 88.75       | 135          | 135          | 140          | 36           | 170          | 175          | 181          | 27           | 321      |
| 32   | Seán Brown (IRL)              | D   | 87.95       | 142          | 145          | 145          | 31           | 172          | 172          | 175          | 34           | 320      |
| 33   | Said Alioua (MAR)             | D   | 89.00       | 140          | 145          | 145          | 37           | 180          | 185          | 185          | 29           | 320      |
| 34   | Ismail Al-Swyleh (KSA)        | D   | 87.31       | 135          | 140          | 140          | 38           | 165          | 170          | 174          | 35           | 314      |
| 35   | Karol Samko (SVK)             | D   | 88.82       | 132          | 132          | 132          | 40           | 180          | 183          | 183          | 30           | 312      |
| 36   | Xavier Tiffany (NZL)          | E   | 88.64       | 136          | 140          | 144          | 35           | 160          | 166          | 170          | 37           | 306      |
| 37   | Yomar López (PUR)             | E   | 88.42       | 133          | 133          | 133          | 39           | 153          | 163          | 168          | 38           | 296      |
| 38   | Daniel Onana Tanga (CMR)      | E   | 82.97       | 130          | 136          | 136          | 41           | 160          | 160          | 170          | 39           | 290      |
| 39   | Issa Al-Balushi (UAE)         | E   | 86.74       | 121          | 125          | 130          | 42           | 152          | 155          | 156          | 40           | 281      |
| 40   | Jerome Tura (COK)             | E   | 87.47       | 105          | 110          | 115          | 45           | 145          | 150          | 155          | 41           | 265      |
| 41   | Bruno Braga (PRT)             | E   | 87.74       | 120          | 125          | 125          | 43           | 135          | 140          | 140          | 43           | 255      |
| 42   | Maurice Aromo (KEN)           | E   | 85.91       | 100          | 110          | 115          | 44           | 130          | 140          | 140          | 42           | 255      |
| —    | Antonino Pizzolato (ITA)      | A   | 89.00       | 168          | 168          | 168          | —            | —            | —            | —            | —            | —        |
| —    | Safaa Rashed (IRQ)            | A   | 88.95       | 155          | 155          | —            | —            | —            | —            | —            | —            | —        |
| —    | Tian Tao (CHN)                | A   | 88.99       | 168          | 173          | 176          | 7            | 209          | 212          | 214          | —            | —        |
| —    | Chuang Sheng-min (TPE)        | C   | 82.70       | 150          | 150          | 150          | —            | 180          | —            | —            | 31           | —        |
| —    | Raphael Friedrich (DEU)       | B   | 88.94       | 161          | 164          | 164          | 10           | 190          | 191          | 191          | —            | —        |
| —    | Iván Escudero (ECU)           | C   | 88.62       | 140          | 145          | 150          | 33           | —            | —            | —            | —            | —        |
| —    | Faris Touairi (DZA)           | B   | 85.19       | —            | —            | —            | —            | —            | —            | —            | —            | —        |
| —    | Brayan Rodallegas (COL)       | E   | 89.00       | —            | —            | —            | —            | —            | —            | —            | —            | —        |
| —    | Cristiano Ficco (ITA)         | E   | 83.85       | —            | —            | —            | —            | —            | —            | —            | —            | —        |
| —    | Karlos Nasar (BGR)            | E   | 87.38       | —            | —            | —            | —            | —            | —            | —            | —            | —        |
| —    | Kyle Bruce (AUS)              | E   | 89.00       | —            | —            | —            | —            | —            | —            | —            | —            | —        |
| —    | Arley Méndez (CHI)            | A   | ritirato    | ritirato     | ritirato     | ritirato     | ritirato     | ritirato     | ritirato     | ritirato     | ritirato     | ritirato |
| —    | Revaz Davitadze (GEO)         | B   | ritirato    | ritirato     | ritirato     | ritirato     | ritirato     | ritirato     | ritirato     | ritirato     | ritirato     | ritirato |
| —    | Kristi Ramadani (ALB)         | E   | ritirato    | ritirato     | ritirato     | ritirato     | ritirato     | ritirato     | ritirato     | ritirato     | ritirato     | ritirato |